# Всичко ни е наред
Всичко ни е наред (на английски: Everybody's Fine) е филм от 2009 г., римейк на италианския филм от 1990 г. „Stanno tutti bene“.

## Сюжет
Самотният вдовец и пенсионер Франк Гуд (Робърт Де Ниро) живее сам в Елмира, Ню Йорк. Четирите му деца (двама сина и две дъщери) са вече големи и работят на различни места из Щатите. Франк има проблеми със сърцето, но решава да ги посети изненадващо. Въпреки че лекарят му е против, той тръгва да види сина си в Ню Йорк, дъщеря му в Чикаго, другият му син, който е диригент и е в Денвър, и другата му дъщеря в Лас Вегас.

## Актьорски състав
| Актьор         | Роля       |
| Робърт Де Ниро | Франк Гуд  |
| Дрю Баримор    | Роузи Гуд  |
| Кейт Бекинсейл | Ейми Гуд   |
| Сам Рокуел     | Робърт Гуд |
| Остин Лизи     | Дейвид Гуд |
| Катрин Мениг   | Джили      |
| Мелиса Лео     | Колийн     |

## Награди и номинации
| Награда       | Категория                  | Номиниран(и)                          | Резултат  |
| ------------- | -------------------------- | ------------------------------------- | --------- |
| Златен глобус | Най-добра оригинална песен | (I Want to) Come Home (Пол Маккартни) | номинация |